# Universidade Federal de Juiz de Fora
A Universidade Federal de Juiz de Fora (UFJF) é uma instituição de ensino superior pública federal brasileira. Sua sede situa-se em Juiz de Fora, no estado de Minas Gerais.

## História

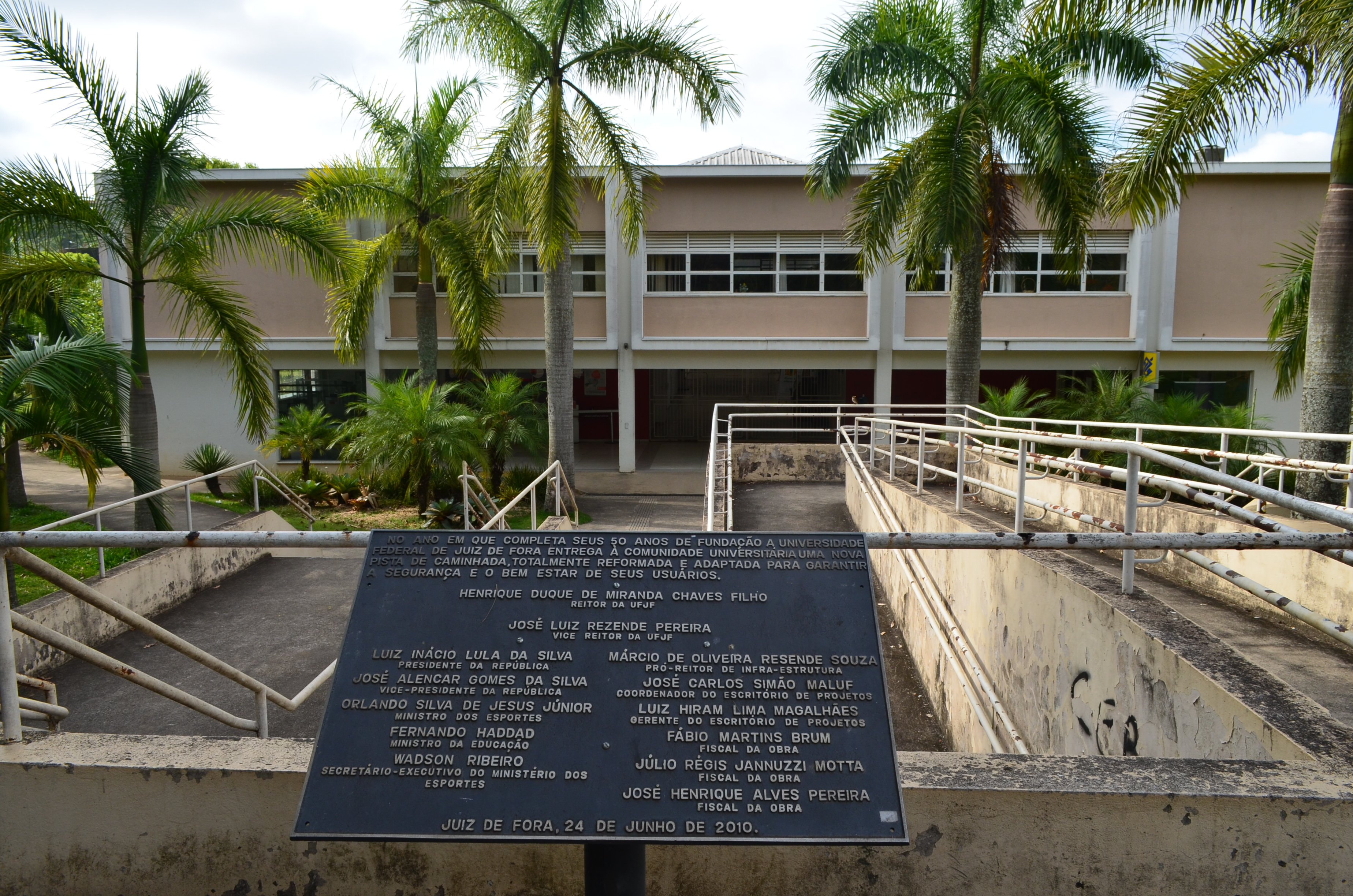
Prédio da Reitoria e Biblioteca Universitária.

A universidade foi criada em 23 de dezembro de 1960.

### Projeção do campus

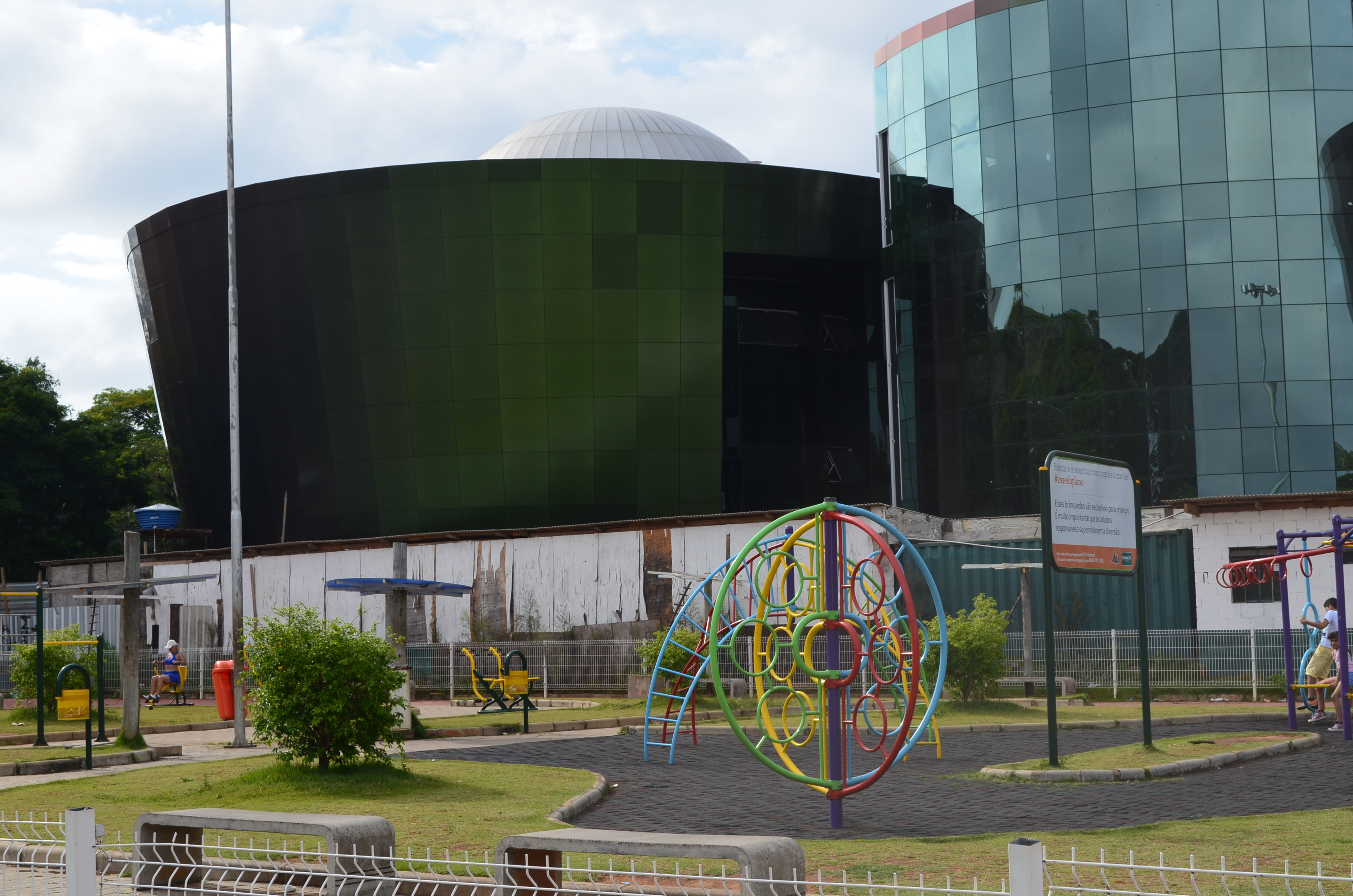
Centro de Ciências.

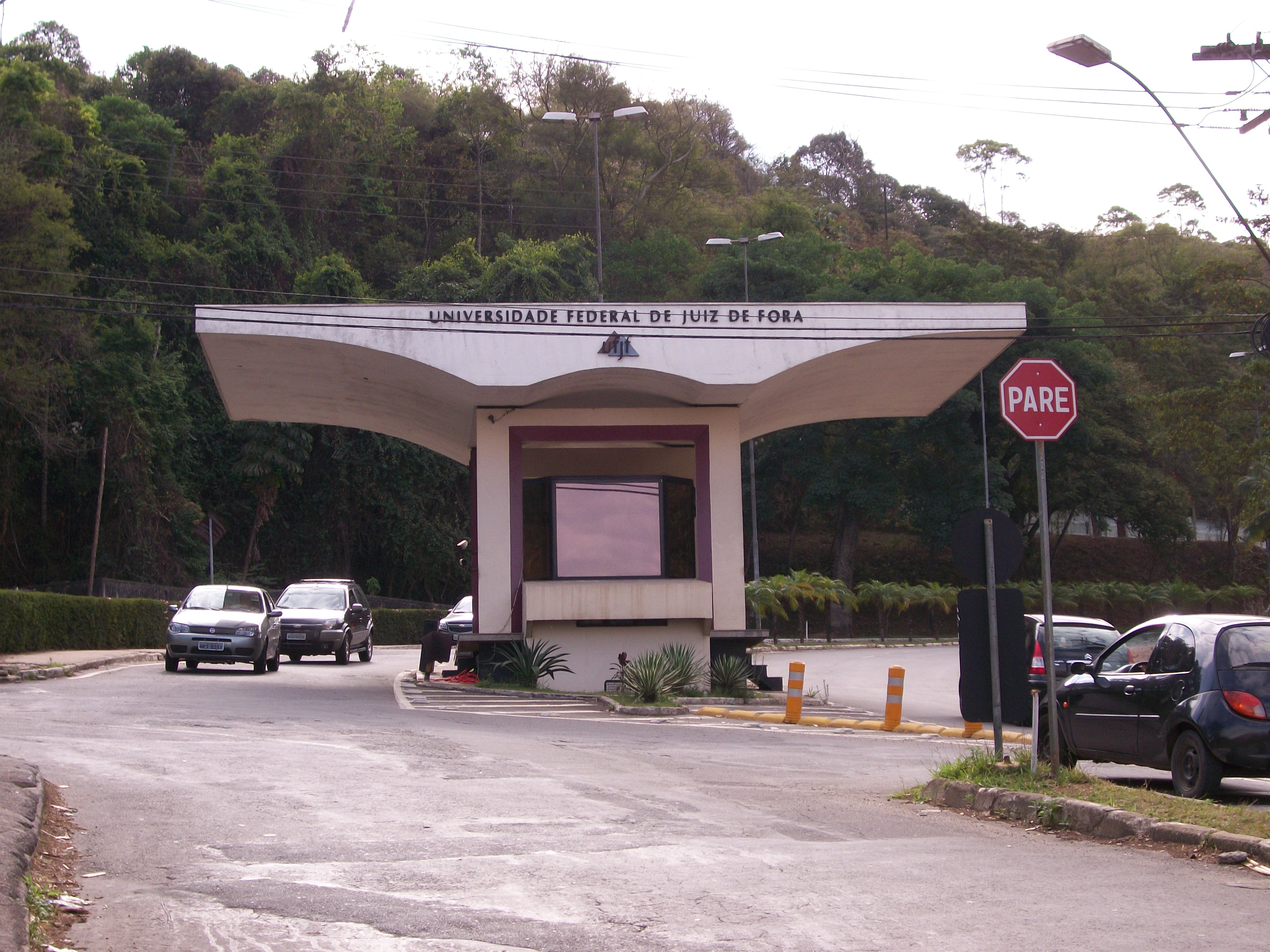
Portal Sul (Avenida Itamar Franco).

A instituição foi construída nos arredores da cidade, entre os bairros de São Mateus e de São Pedro.

### Implantação de cursos de pós graduação
Tendo na (década de 90) estabelecido a pós-graduação stricto sensu como pauta de seu desenvolvimento, a UFJF tem conseguido atingir um patamar de qualidade e competir vitoriosamente por recursos de fomento, notoriamente escassos nos últimos anos.
Algumas ações institucionais têm procurado afirmar a marca da UFJF como Universidade comprometida com o desenvolvimento regional. Por exemplo, tem-se o trabalho do CRITT (Centro Regional de Inovação e Transferência de Tecnologia) nas áreas de incubação de empresas de base tecnológica e de transferência de tecnologia.
Além dessas iniciativas, a instituição sedia no seu campus dois agentes da Associação Brasileira para Promoção da Excelência do Software Brasileiro - SOFTEX: o Gênesis e o Agrosoft.

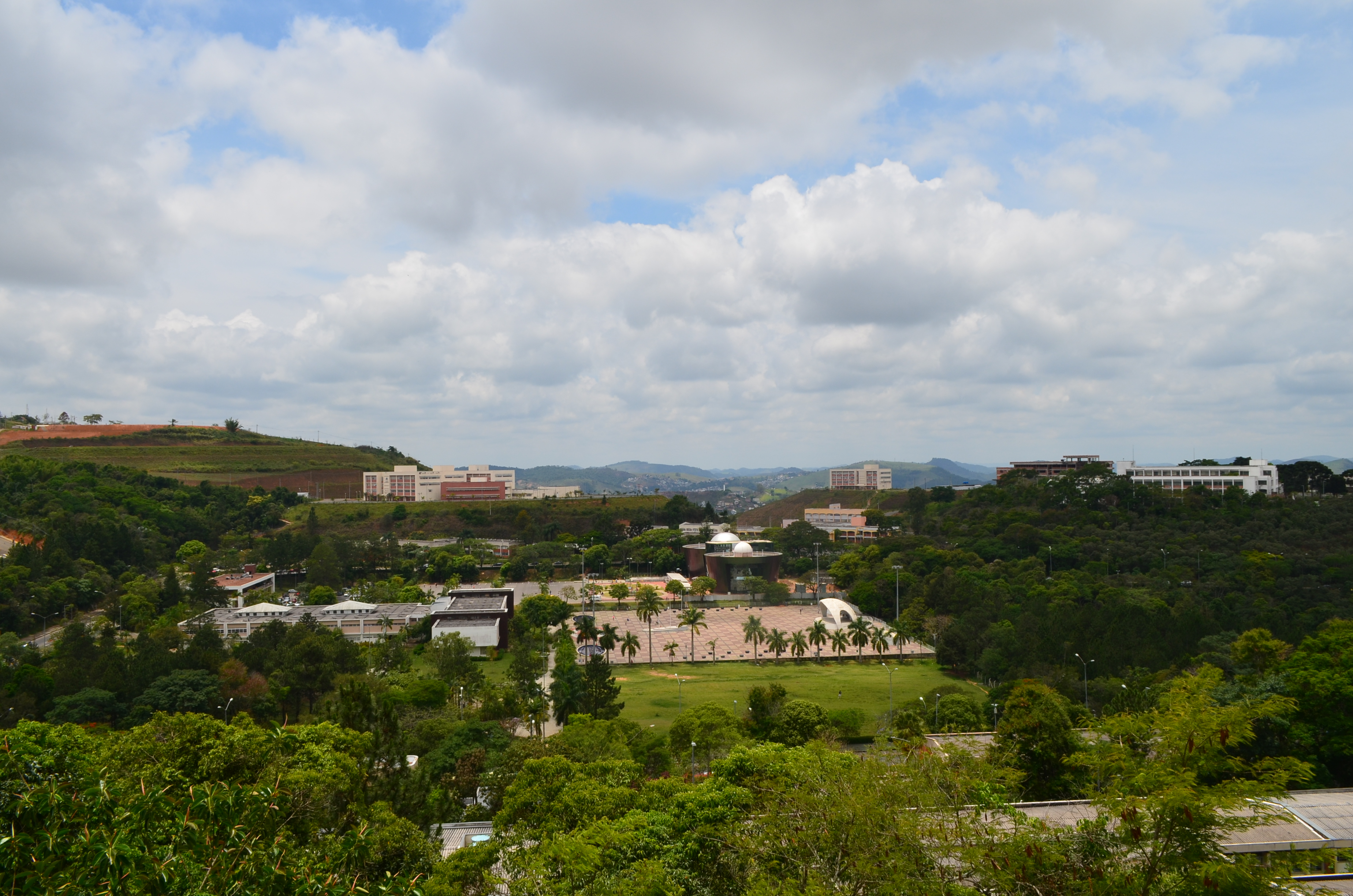
Parte central da UFJF.

## A instituição hoje

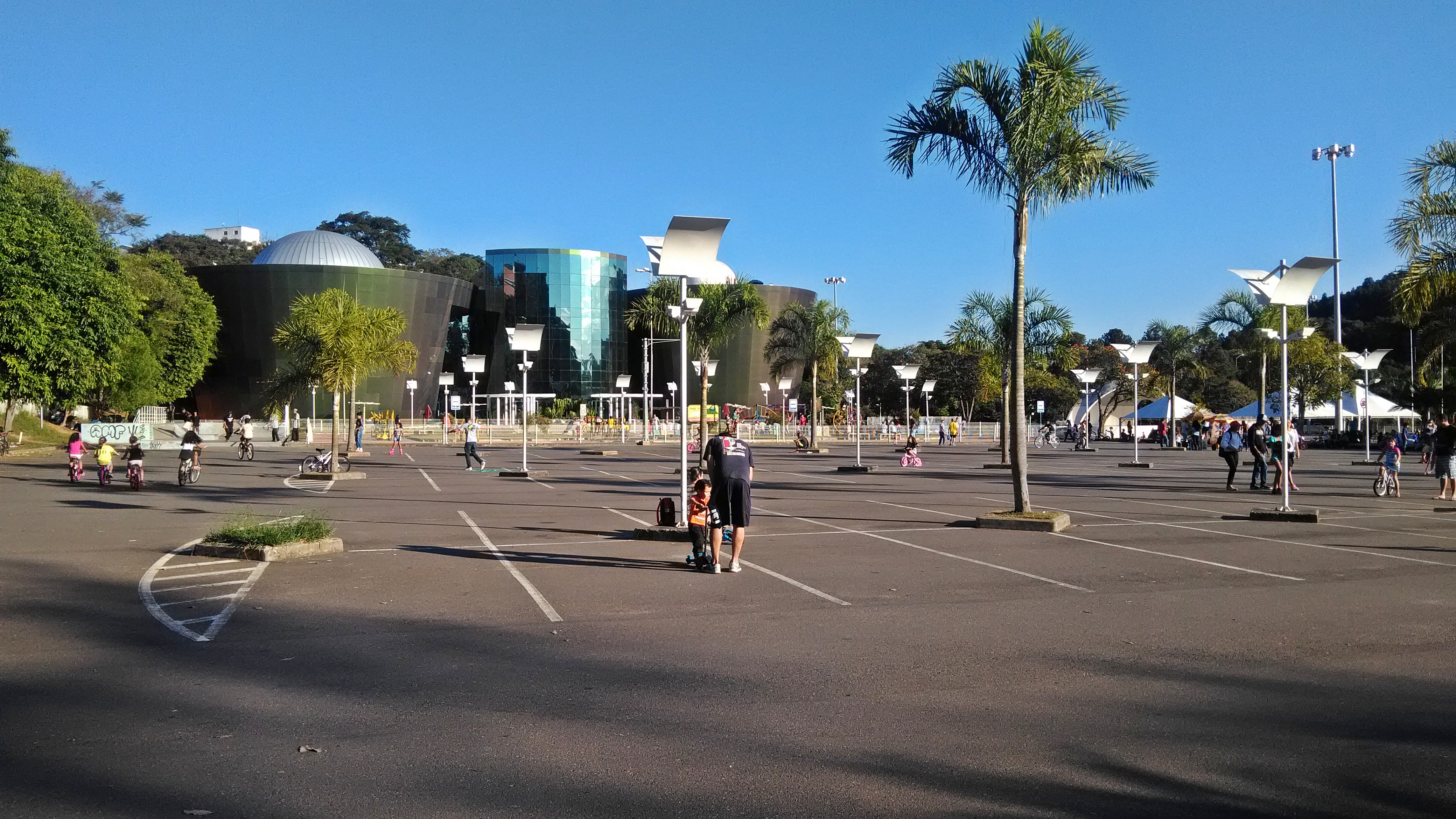
Estacionamento da Praça Cívica sendo utilizado pela população em uma tarde de domingo. Ao fundo, Centro de Ciências.

A UFJF reúne na atualidade 16 unidades acadêmicas, agregando 36 cursos de graduação, 29 cursos de mestrados acadêmicos, três mestrados do tipo profissional e 17 cursos de doutorado, com quase 19 mil alunos matriculados. Em (2010), são disponibilizadas 338 bolsas de mestrado e doutorado. Foram aprovadas 286 publicações em 2009, entre dissertações e teses, com mais de 800 artigos publicados em periódicos nacionais e internacionais.
A qualidade da graduação da UFJF é reconhecida nacionalmente, tem sido atestada de forma indiscutível pelos processos de avaliação implementados pelo Ministério da Educação e Cultura nos últimos anos. O crescimento da graduação, especialmente através das matrículas em cursos noturnos, que triplicaram nos últimos quatro anos, tem sido um dos instrumentos pelos quais a UFJF tem procurado tornar-se mais inclusiva, tendo realizado duas formas de processo seletivo: atualmente o SiSU e o Programa de Ingresso Seletivo Misto (PISM), que aumentam as chances do aluno de entrar na Universidade.
A Universidade Federal de Juiz de Fora (UFJF) lançou, para 2009, seu maior programa de investimentos dos últimos dez anos. São mais de R$ 60 milhões em recursos para obras e equipamentos, conseguidos junto ao Governo Federal e também por meio e fontes de financiamento e de emendas parlamentares. O complexo de novos empreendimentos também inclui os que já foram garantidos pelo Programa de Apoio a Planos de Reestruturação e Expansão das universidades federais (REUNI) para o ano, que representam cerca de um sexto do total de recursos adquiridos. Os contratos totalizam R$ 60 589 819, sendo R$ 53 583 818 em obras e melhorias, além de R$ 700 600 192 em equipamentos.
Os recursos contemplam obras como a do novo prédio da Faculdade de Medicina, que funcionará próximo ao novo HU/CAS. Com cinco andares, em área de quase 10 mil metros quadrados, o prédio terá modernas instalações, com laboratórios com o que há de mais atual no ensino da área, além de um grande anfiteatro com capacidade para 500 pessoas.
A segurança no Campus também tem sido priorizada. Um dos projetos consiste na implantação de um novo sistema de vigilância e monitoramento, que contará com 204 câmeras espalhadas pelo anel viário, Biblioteca Central e Reitoria nesta primeira fase. A sala de monitoramento contará com dez monitores de LCD e equipamentos de rádio para dar suporte à vigilância armada presente hoje no Campus. Até a terceira fase, que ainda será licitada, todas as unidades serão cobertas, com um total de 929 câmeras. Também será implantado um novo sistema de iluminação, com a duplicação da linha de postes ao longo do anel viário.
Os recursos também irão contemplar a criação de um Centro de Convivência para os que utilizam o Campus para atividades de lazer. Será construído, ainda, um prédio para abrigar equipes do Corpo de Bombeiros,trazendo mais segurança e tranquilidade para a instituição. A implantação de uma usina de eletricidade movida a diesel irá trazer não só economia de gastos, mas também garantirá a continuidade das atividades desenvolvidas na UFJF em casos de piques ou cortes de energia.

### Campus GV
2012 foi o ano em que a Universidade Federal de Juiz de Fora recebeu o maior investimento de sua história, em virtude da inauguração do campus de Governador Valadares , os valores foram divulgados no fim do ano, com valores em torno de R$ 530 milhões.  Em maio de 2020, a construção do campus ainda não tinha sido concluída. 
Segundo o então pró-reitor de Planejamento e Gestão da UFJF, Alexandre Zanini, apesar de a maior parte dos investimentos ser “destinada à construção do campus de Governador Valadares, do Parque Científico e Tecnológico, do Planetário e do Jardim Botânico“, uma parte significativa resultaria em melhorias nos materiais de estudo e pesquisa da instituição. Ele afirmou que R$ 48 milhões seriam destinados a equipamentos, softwares, móveis, veículos e livros. “Num contexto de uma expansão planejada, estamos criando as condições objetivas para que nossa comunidade acadêmica possa desenvolver da melhor forma possível seu trabalho.”

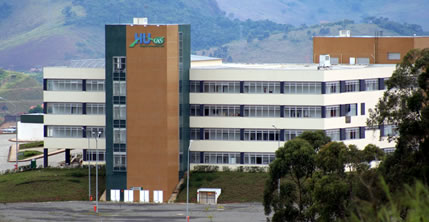
Hospital Universitário da UFJF.

### Memorial Itamar Franco
Em 2014,  o Conselho Superior da Universidade Federal de Juiz de Fora ratifica por, unanimidade, a aprovação e criação do MEMORIAL DA REPÚBLICA PRESIDENTE ITAMAR FRANCO e do seu regimento.: um órgão suplementar vinculado à reitoria da Universidade Federal de Juiz de Fora e tem por missão o desenvolvimento de ações relacionadas a promover, preservar e divulgar o acervo do presidente Itamar Franco, constituído ao longo de sua vida pública.. O prédio foi inaugurado em 2015. 

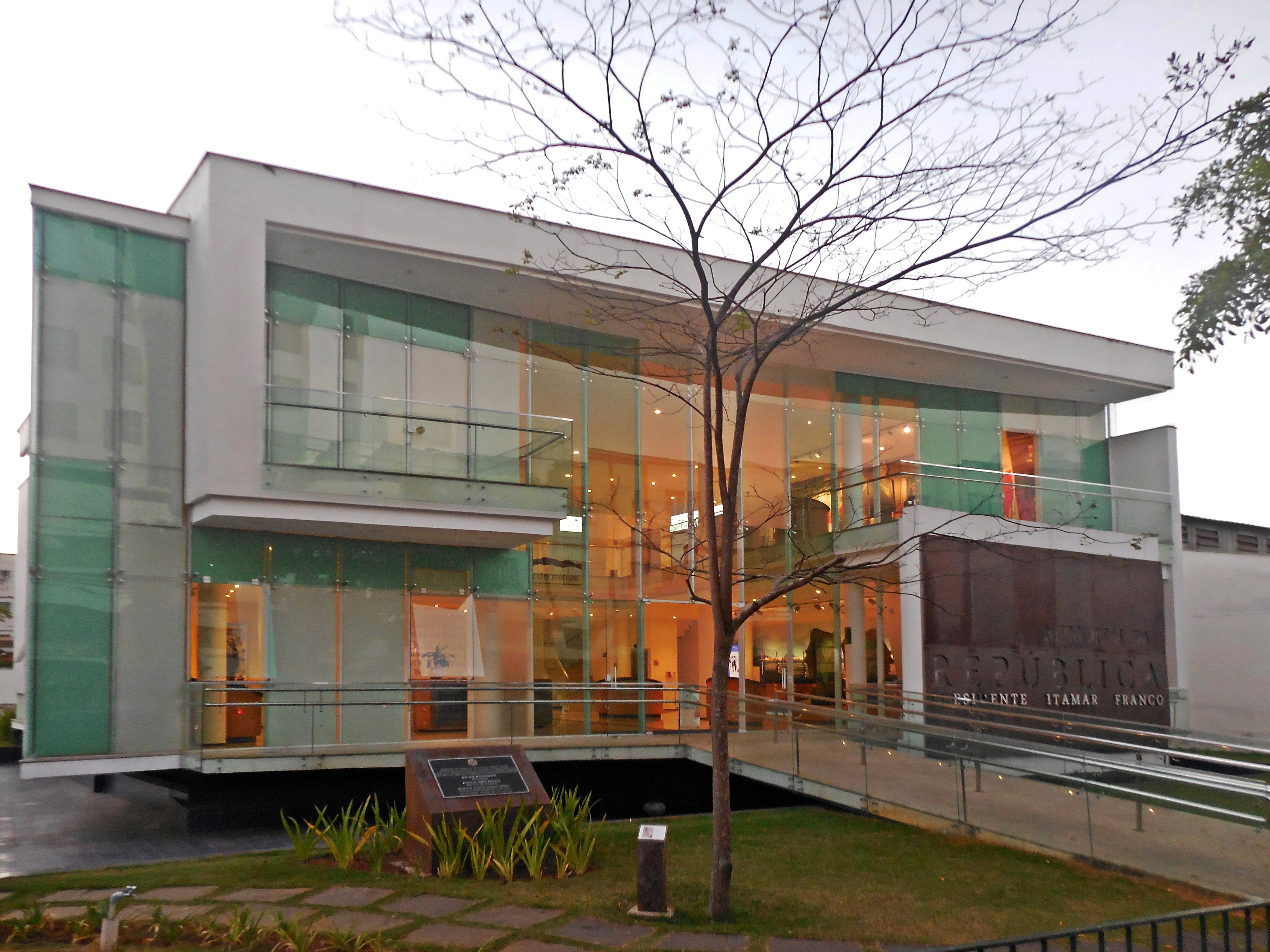
Fachada do Memorial da República Presidente Itamar Franco

### Educação a distância
O Centro de Educação a Distância (Cead), antigo Núcleo de Educação a Distância (Nead), existe desde 2005. Em março de 2010, foi institucionalizado como um órgão suplementar da Universidade Federal de Juiz de Fora (UFJF) e, a partir de então, o Cead tornou-se responsável por coordenar, supervisionar e dar apoio às atividades de ensino, pesquisa, extensão, cultura e desenvolvimento institucional, científico e tecnológico relativas à Educação a Distância (EAD) da UFJF. O Cead assessora 7 cursos à distância de graduação e 8 de pós-graduação que somam cerca de 5 mil alunos em 32 polos de apoio presencial.

## Unidades
- Instituto de Artes e Design - IAD
- Instituto de Ciências Biológicas - ICB
- Instituto de Ciências Exatas - ICE
- Instituto de Ciências Humanas - ICH
- Faculdade de Administração e Ciências Contábeis - FACC
- Faculdade de Comunicação Social
- Faculdade de Direito
- Faculdade de Economia
- Faculdade de Educação
- Faculdade de Educação Física
- Faculdade de Enfermagem
- Faculdade de Engenharia
- Faculdade de Farmácia e Bioquímica
- Faculdade de Fisioterapia
- Faculdade de Letras
- Faculdade de Medicina
- Faculdade de Odontologia
- Faculdade de Serviço Social

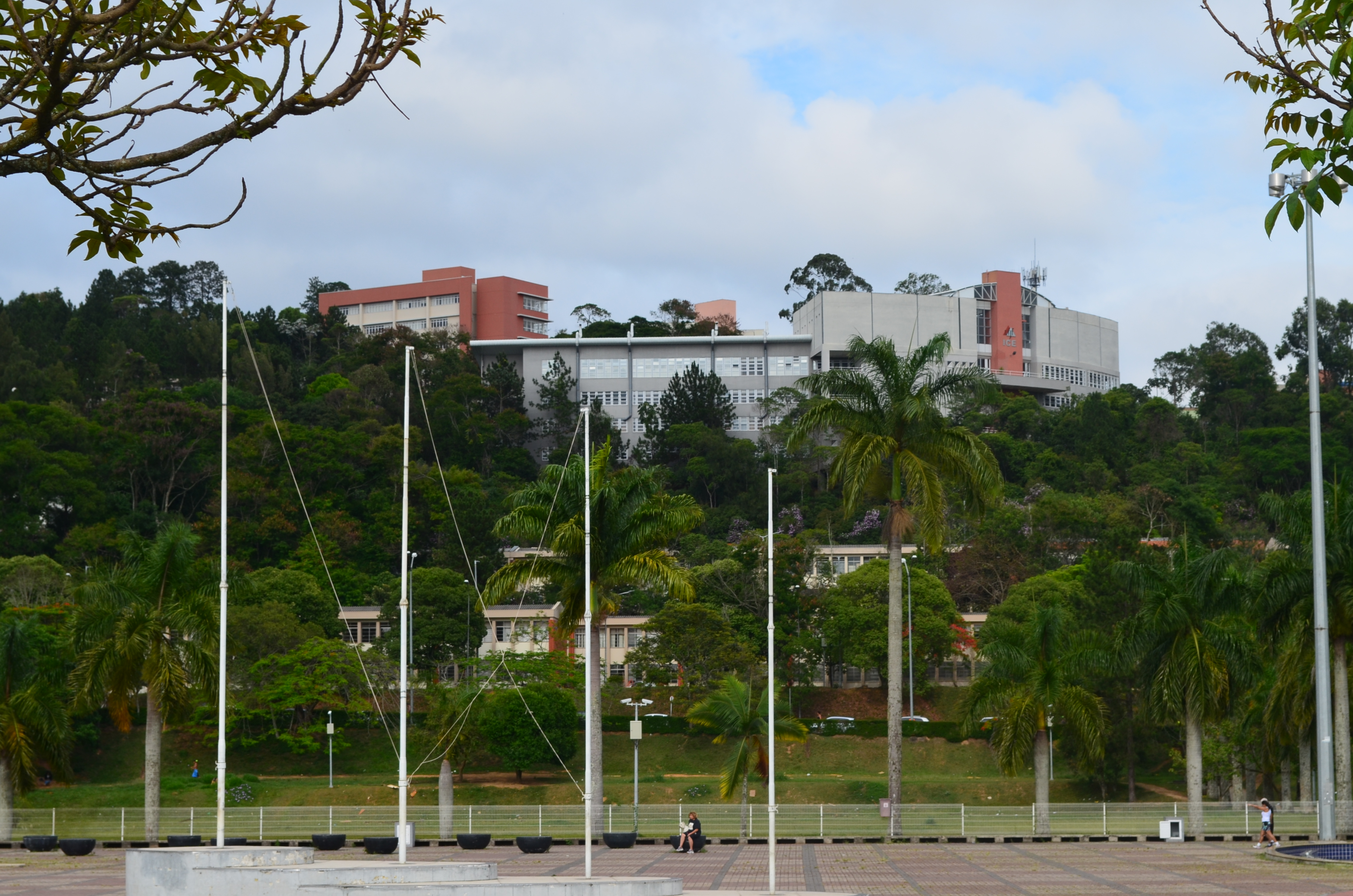
Praça Cívica e Instituto de Ciências Exatas (ICE), ao fundo.
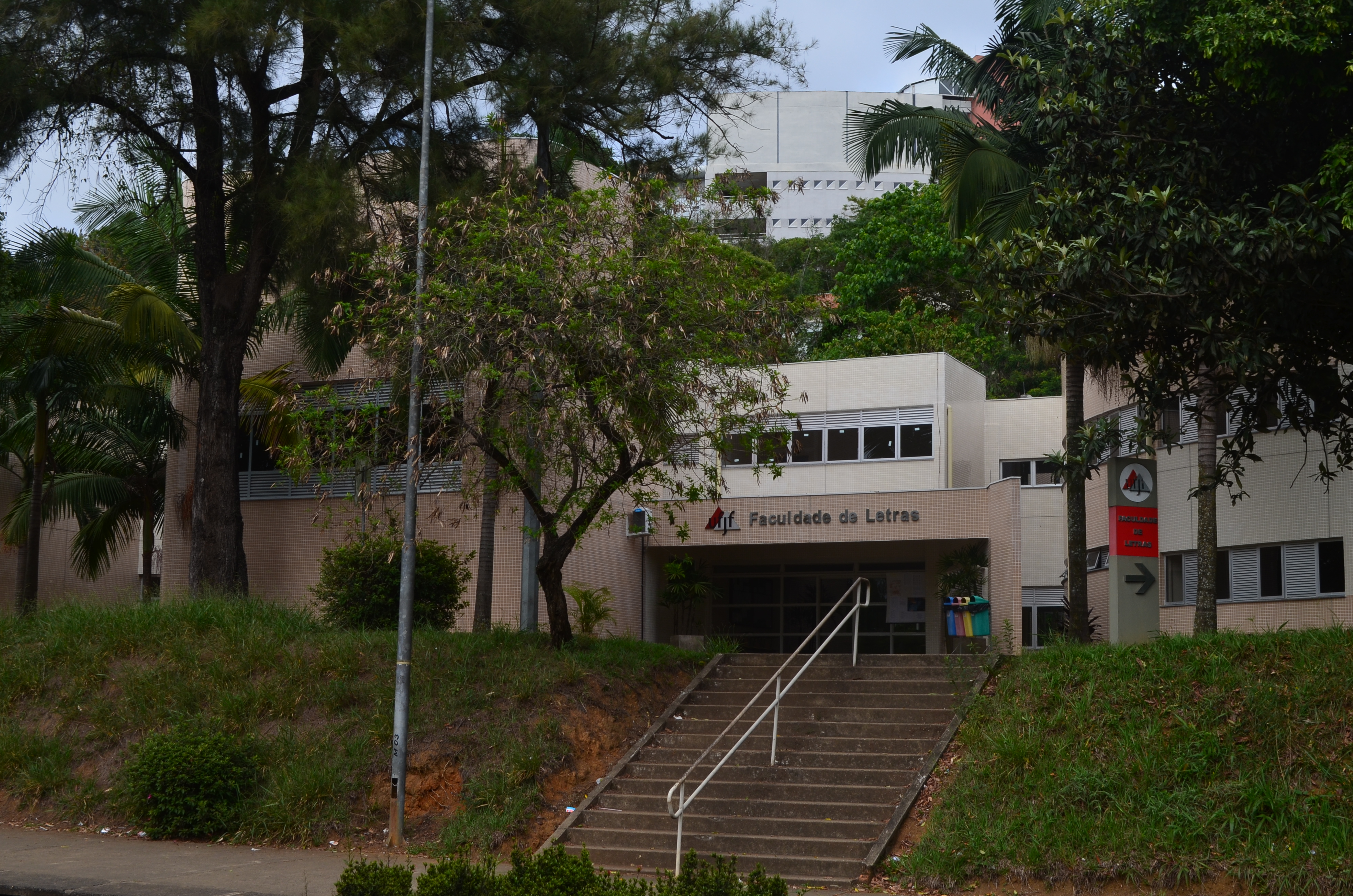
Faculdade de Letras.
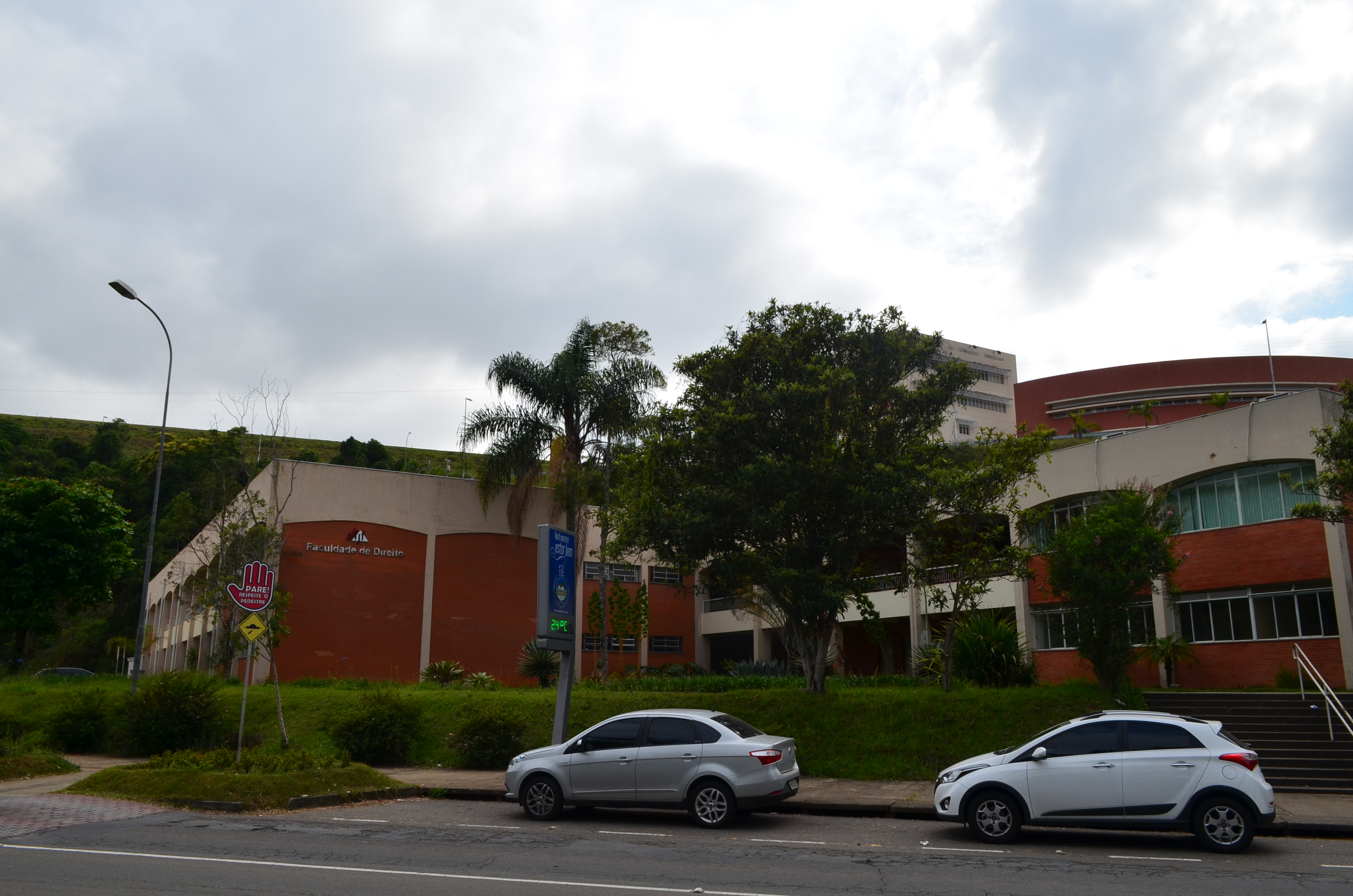
Faculdade de Direito.
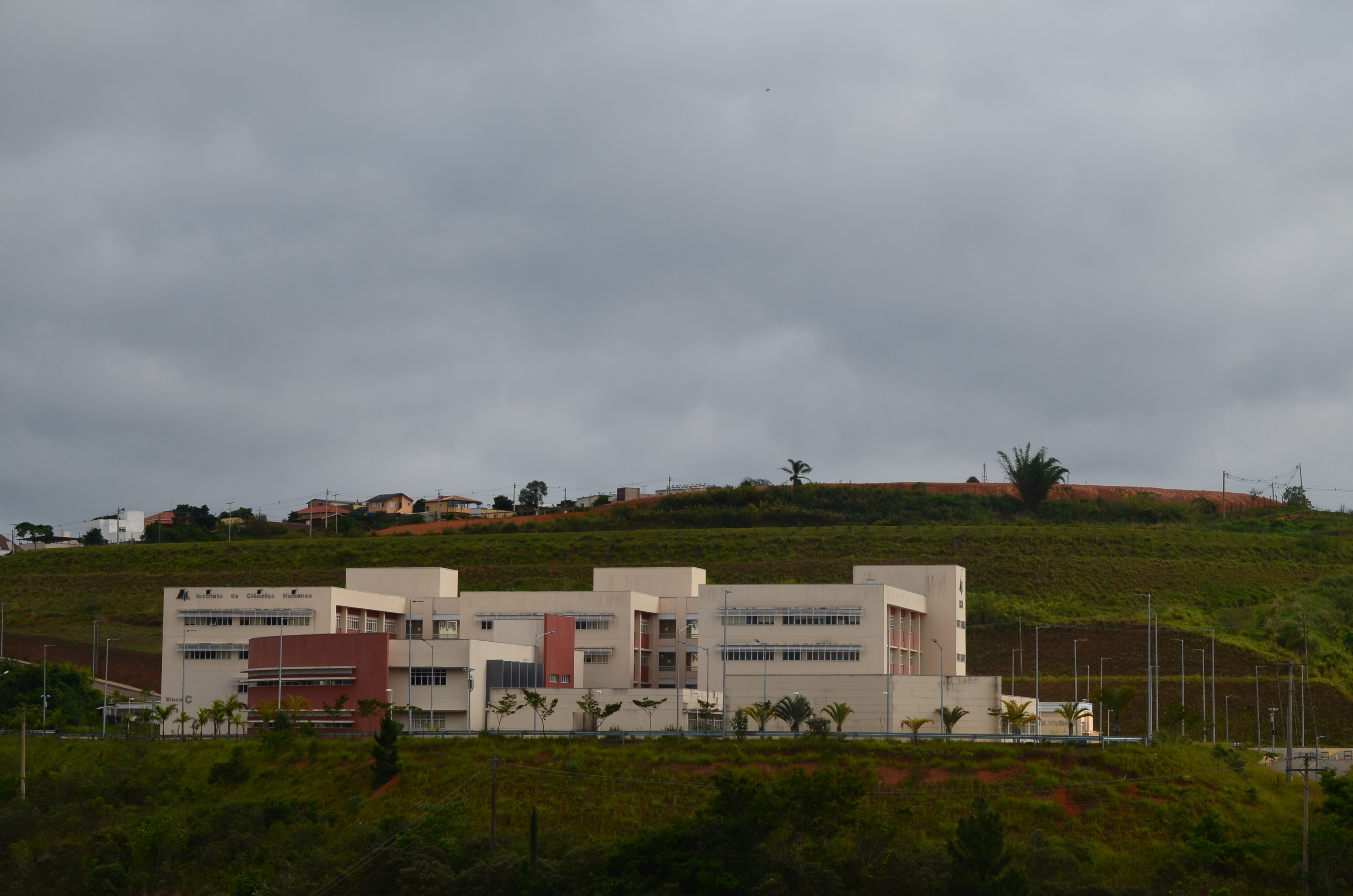
Instituto de Ciências Humanas (ICH).
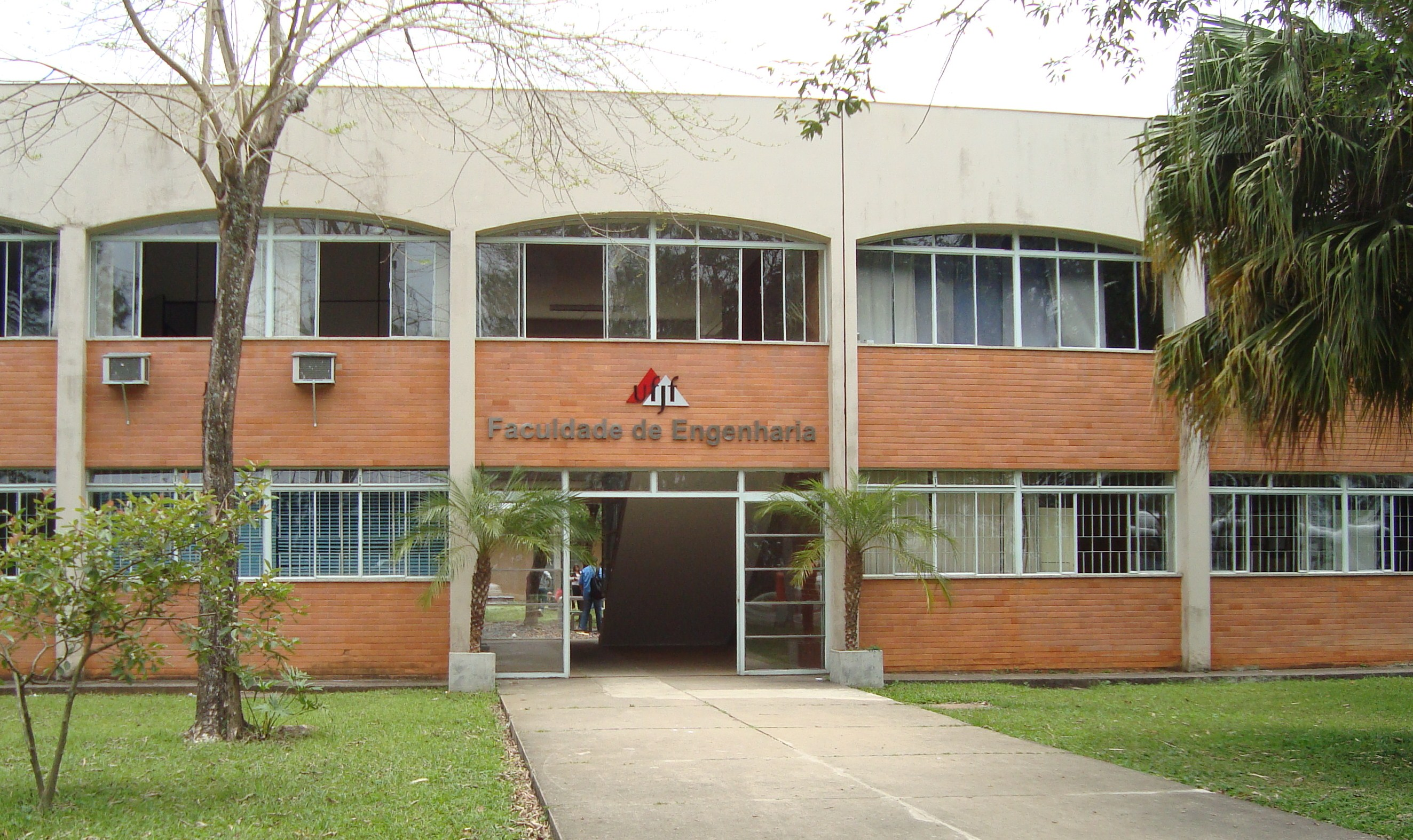
Faculdade de Engenharia.

## Cursos oferecidos

### Graduação

#### Campus Juiz de Fora
- Administração
- Arquitetura e Urbanismo
- Artes Visuais
- Ciência da Computação
- Ciência da Religião
- Ciências Biológicas
- Ciências Contábeis
- Ciências Econômicas
- Ciências Exatas
- Ciências Humanas
- Ciências Sociais
- Cinema e Audiovisual
- Design
- Direito
- Educação Física
- Enfermagem
- Engenharia Ambiental e Sanitária
- Engenharia Civil
- Engenharia Computacional
- Engenharia de Produção
- Engenharia Elétrica - Energia
- Engenharia Elétrica - Robótica e Automação Industrial
- Engenharia Elétrica - Sistemas de Potência
- Engenharia Elétrica - Sistemas Eletrônicos
- Engenharia Elétrica - Telecomunicações
- Engenharia Mecânica
- Estatística
- Farmácia
- Filosofia
- Física
- Fisioterapia
- Geografia
- História
- Jornalismo
- Letras
- Matemática
- Medicina
- Medicina Veterinária
- Moda
- Música
- Nutrição
- Odontologia
- Pedagogia
- Psicologia
- Química
- Rádio, TV e Internet
- Serviço Social
- Sistemas de Informação
- Turismo

#### Campus Governador Valadares
- Administração
- Ciências Contábeis
- Ciências Econômicas
- Direito
- Educação Física
- Farmácia
- Fisioterapia
- Medicina
- Nutrição
- Odontologia

#### Cursos a distância
- Administração Pública
- Computação
- Educação Física
- Física
- Matemática
- Pedagogia
- Química

### Pós-Graduação

#### Campus Governador Valadares
- Bioquímica e Biologia Molecular (Mestrado e Doutorado)

#### Campus Juiz de Fora
- Administração (Mestrado)
- Administração Pública (Mestrado Profissional)
- Ambiente Construído (Mestrado)
- Artes, Cultura e Linguagens (Mestrado)
- Ciência da Computação (Mestrado)
- Ciência da Religião (Mestrado e Doutorado)
- Ciência e Tecnologia do Leite e Derivados (Mestrado Profissional)
- Ciências Biológicas: Comportamento Animal e Zoologia (Mestrado)
- Ciências Biológicas: Imunologia e Doenças Infecto-parasitárias/Genética e Biotecnologia (Mestrado e Doutorado)
- Ciências Sociais (Mestrado e Doutorado)
- Clínica Odontológica (Mestrado)
- Comunicação (Mestrado)
- Direito e Inovação (Mestrado)
- Ecologia (Mestrado e Doutorado)
- Economia (Mestrado e Doutorado)
- Educação (Mestrado e Doutorado)
- Educação Física (Mestrado e Doutorado)
- Educação Matemática (Mestrado Profissional)
- Enfermagem (Mestrado)
- Engenharia Civil (Mestrado)
- Engenharia Elétrica (Mestrado e Doutorado)
- Ensino de Biologia (Mestrado Profissional)
- Ensino de Física (Mestrado Profissional)
- Estudos Literários (Mestrado e Doutorado)
- Farmácia - Ciências Farmacêuticas (Mestrado)
- Filosofia (Mestrado)
- Física (Mestrado e Doutorado)
- Fisioterapia - Ciências da Reabilitação e Desempenho Físico-funcional (Mestrado)
- Geografia (Mestrado)
- Gestão e Avaliação em Educação Pública (Mestrado Profissional)
- História (Mestrado e Doutorado)
- Letras (Mestrado Profissional)
- Linguística (Mestrado e Doutorado)
- Matemática (Mestrado)
- Matemática (Mestrado Profissional)
- Modelagem Computacional (Mestrado e Doutorado)
- Psicologia (Mestrado e Doutorado)
- Química (Mestrado e Doutorado)
- Saúde Brasileira (Mestrado e Doutorado)
- Saúde Coletiva (Mestrado)
- Serviço Social (Mestrado)